# Sancti Spiritu

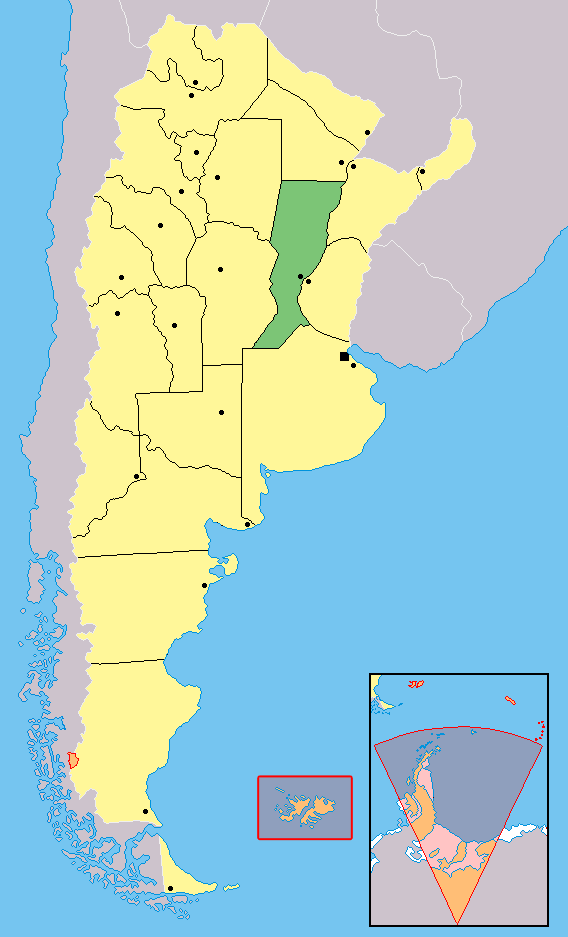
Posizione dell'attuale provincia di Santa Fe (in colore verde) all'interno della Repubblica argentina (in colore giallo).

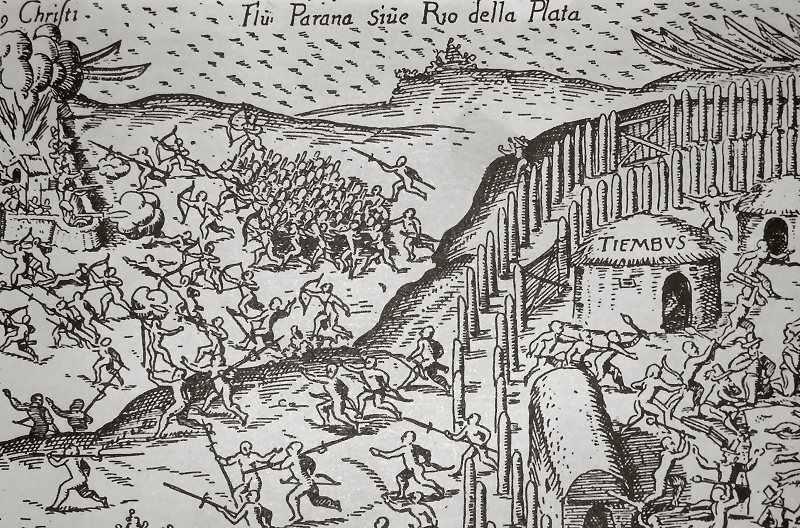
Distruzione di Sancti Spiritu. Illustrazione del libro Abenteuer in Südamerika 1535 bis 1554 del viaggiatore e editorialista tedesco Ulrich Schmidl.

Sancti Spiritu (anche Sancti Spiritus) fu la prima colonia veneto-spagnola fondata sull'attuale territorio argentino; fu fondata dal veneziano Sebastiano Caboto il 27 febbraio 1527 sulle rive del fiume Corondo, alla foce del fiume Carcarañá e a 6 km dalla foce del fiume Paraná. Questo sito, che forma un sito archeologico e un museo statale, si trova sulla punta sud-orientale dell'attuale villaggio di Puerto Gaboto, 60 km a nord della città di Rosario. C'era anche una cappella dove venivano celebrati i matrimoni spagnoli e guarani. Tuttavia, i maltrattamenti inflitti dagli spagnoli agli indigeni portarono a distruggere la colonia. Le rovine di Sancti Spíritu si trovano a 150 m dalla foce del fiume Karkaranjao. Le caratteristiche geografiche e l'erosione causate dallo spartiacque hanno portato alla scomparsa permanente di una parte della colonia.

## Storia
Il 3 aprile 1526, una spedizione, guidata da Sebastiano Caboto e composta da poco più di duecento uomini su quattro navi, partì dal porto spagnolo di Sanlúcar de Barrameda verso le Isole Molucche, attraverso lo stretto di Magellano.
All'inizio di novembre raggiunse Porto dos Patos (ora Florianópolis) sull'isola di Santa Caterina (ora Ilha de Santa Catalina in Brasile), dove scoprì alcuni sopravvissuti del secondo viaggio della spedizione di Juan Díaz de Solís (ucciso dagli indiani Charruas durante il primo viaggio nel 1516), che lo informarono delle presunte favolose ricchezze presenti in un luogo chiamato Sierra de la Plata. Ascoltando questi resoconti, Cabot decise, per proprio conto e senza farne cenno alle autorità spagnole, di deviare dalla sua missione, abbandonando così la destinazione delle Molucche e dirigendosi a sud, nel febbraio 1527, verso la foce del fiume allora ancora chiamato Rio de Solís. La spedizione risalì il corso del fiume fino ad un'isola che chiamava San Gabriel, avendola infatti avvicinata il 18 marzo, il giorno di San Gabriele. Presso quest'isola, situata nel territorio al quale fu dato il nome di Banda Oriental (traducibile come «Striscia orientale» corrispondente approssimativamente all'attuale Uruguay), si stabilirono in un luogo chiamato San Lázaro. Nel frattempo avevano incontrato il mozzo Francisco del Puerto, l'unico superstite di un piccolo distaccamento che, al primo viaggio di De Solís, sbarcò sulla riva sotto la sua guida e fu attaccato e massacrato dagli indigeni, ad eccezione di Del Puerto, che, probabilmente per la sua età, fu risparmiato e accolto dagli indiani. Del Puerto, liberato da Cabot, si offrì poi di segnalare loro la strada verso l'ambita Sierra de la Plata, che in realtà si trovava in una regione (non ancora conquistata) del Perù e dell'Alto Perù. A maggio, Cabot decise di lasciare le navi Trinidad e Santa María con circa 30 uomini al comando di Antón de Grajeda, e li incaricò di costruire un forte più sicuro in un luogo chiamato San Salvador, sempre nella Striscia orientale. Il capitano, dal canto suo, lasciò quello che restava degli uomini a bordo del San Gabriel e della goletta Santa Catalina, navigando sul Paraná de las Palmas fino alla foce del fiume Carcarañá nel fiume Coronda.